# 胡士彥
胡士彥（1523年—？），字世美，號荐斋，江西饒州府鄱陽縣人，民籍，明朝政治人物。

## 生平
嘉靖三十一年（1552年）壬子科江西鄉試第十二名舉人。嘉靖三十二年（1553年）聯捷癸丑科二甲第一百零五名進士。刑部观政，授工部主事，调礼部，升员外郎、儀制司署郎中，四十一年（1562年）四月升云南按察司副使。

## 家族
曾祖胡鼎和；祖父胡富，贈兵部主事；父胡岳，知府、加封中憲大夫。母莊氏（封安人）。兄胡立（监生）、胡廕（监生）、胡齊（生员）、弟胡永（生员）。